# Ái nhi

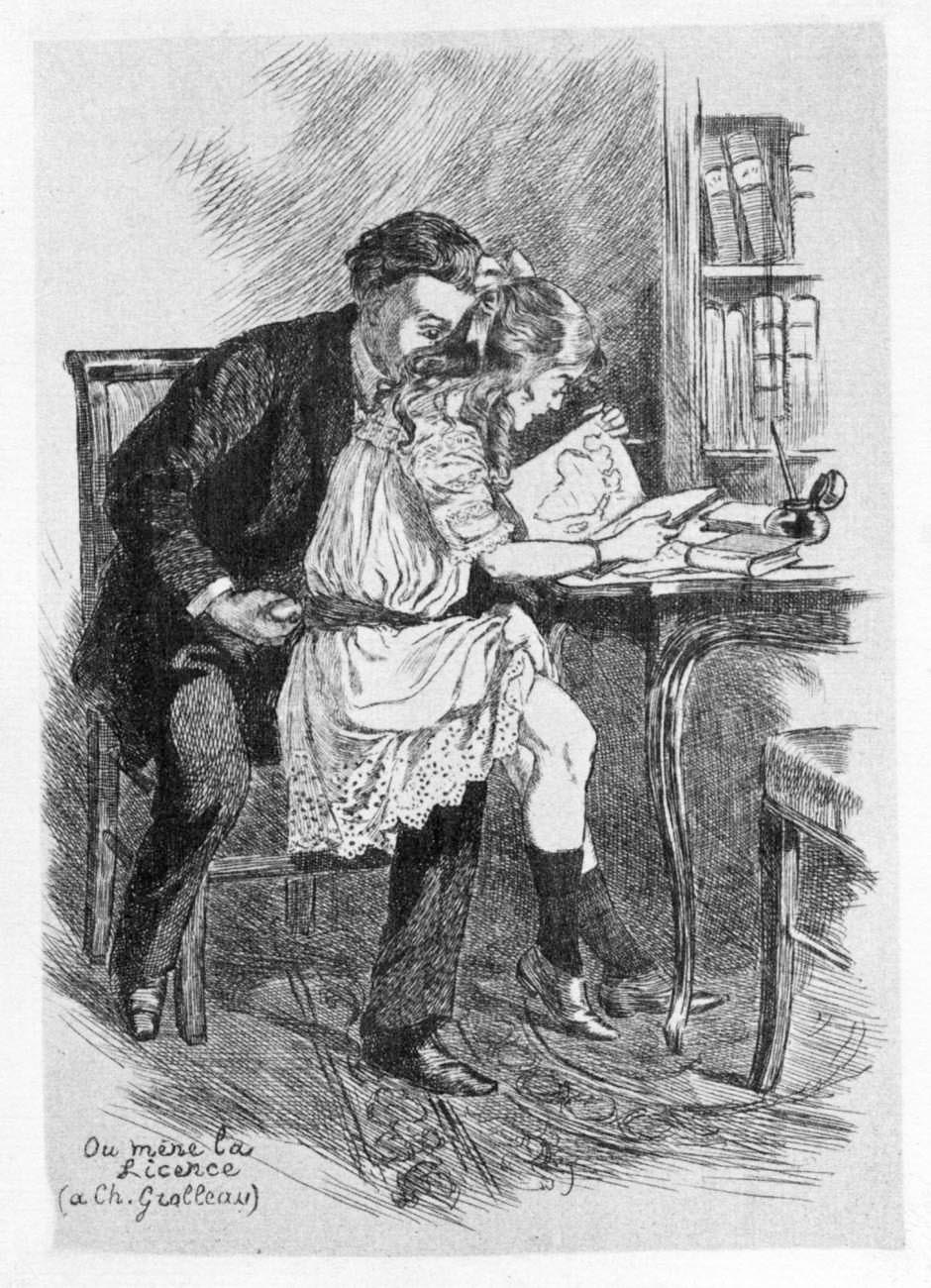
Martin van Maële - La Grande Danse macabre des vifs - trang 13

Ái nhi (tiếng Anh: pedophilia, còn gọi là paedophilia) là một rối loạn tâm thần trong đó thanh thiếu niên trưởng thành hoặc người lớn tuổi bị hấp dẫn tình dục một phần hoặc hoàn toàn bởi trẻ em trước tuổi dậy thì.:vii Mặc dù một số bé gái bắt đầu dậy thì từ độ tuổi 10 hoặc 11 và bé trai từ độ tuổi 11 hoặc 12, tiêu chuẩn chuẩn đoán tâm thần đối với ái nhi thường mở rộng giới hạn cho độ tuổi dậy thì tới 13. Những người mắc chứng rối loạn này thường được gọi là người ái nhi (pedophiles hoặc paedophiles).
Ái nhi là một lệch lạc tình dục. Trong các phiên bản gần đây của cẩm nang chẩn đoán như DSM-5 và ICD-11, "ái nhi" được phân biệt với "rối loạn ái nhi" (pedophilic disorder).  Rối loạn ái nhi được định nghĩa là một dạng kích thích tình dục có liên quan đến trẻ em kèm theo sự khổ sở khi thiếu nó hoặc khó khăn trong việc quan hệ giữa các cá nhân, hoặc đã thực hiện hành vi theo sự kích thích đó. DSM-5 phân loại một người cần phải ít nhất là 16 tuổi và lớn hơn trẻ trước tuổi dậy thì hoặc những đứa trẻ khiến người đó bị kích thích ít nhất là 5 tuổi thì sự hấp dẫn tình dục đó mới được coi là rối loạn ái nhi. Tương tự, ICD-11 loại trừ hành vi tình dục giữa những trẻ đã qua tuổi dậy thì nhưng gần tuổi nhau. DSM yêu cầu dạng kích thích này phải tồn tại trong 6 tháng hoặc lâu hơn trong khi ICD không có yêu cầu này. Tiêu chí của ICD cũng không chỉ rõ độ tuổi theo thời gian.
Từ ái nhi thường được sử dụng cho bất kỳ sở thích tình dục nào đối với trẻ em hoặc hành vi ấu dâm, bao gồm bất kỳ sở thích tình dục nào với trẻ vị thành niên dưới độ tuổi đồng thuận hoặc tuổi trưởng thành ở một quốc gia, bất kể mức độ phát triển thể chất hoặc tinh thần của họ.:vii Cách sử dụng này cũng áp dụng cho sự hấp dẫn tình với trẻ trước tuổi dậy thì với hành vi lạm dụng tình dục trẻ em và không phân biệt giữa được sự hấp dẫn của trẻ trước tuổi dậy thì và trẻ vị thành niên ở tuổi dậy thì và sau dậy thì. Nên tránh việc sử dụng như vậy vì mặc dù những người thực hiện hành vi lạm dụng tình dục trẻ em là người ái nhi, tội phạm lạm dụng tình dục trẻ em thường không phải là người ái nhi trừ khi họ có sở thích tình dục một phần hoặc hoàn toàn với trẻ em trước tuổi dậy thì và nhiều người ái nhi khác không quấy rối tình dục trẻ em.
Ái nhi lần đầu được chính thức công nhận và đặt tên vào cuối thể kỷ 19. Vào thập niên 1980, rất nhiều cuộc nghiên cứu về lĩnh vực này đã được thực hiện. Mặc dù phần lớn tài liệu ghi nhận ở nam giới nhưng cũng có nữ giới có biểu hiện của chứng rối loạn này,:72-74 các nhà nghiên cứu cũng cho rằng những ước tính hiện có không phản ánh đúng số lượng nữ ái nhi thực sựs. Chưa có phương pháp chữa trị ái nhi được phát triển nhưng một số liệu pháp đang được sử dụng để làm giảm tỷ lệ của một người lạm dụng tình dục trẻ em. Nguyên nhân chính xác gây nên ái nhi vẫn chưa được xác định rõ ràng.:101 Một số nghiên cứu về ái nhi ở những kẻ phạm tội tình dục trẻ em cho thấy nó có liên quan tới các bất thường về thần kinh và bệnh tâm thần khác nhau.

## Từ nguyên và định nghĩa

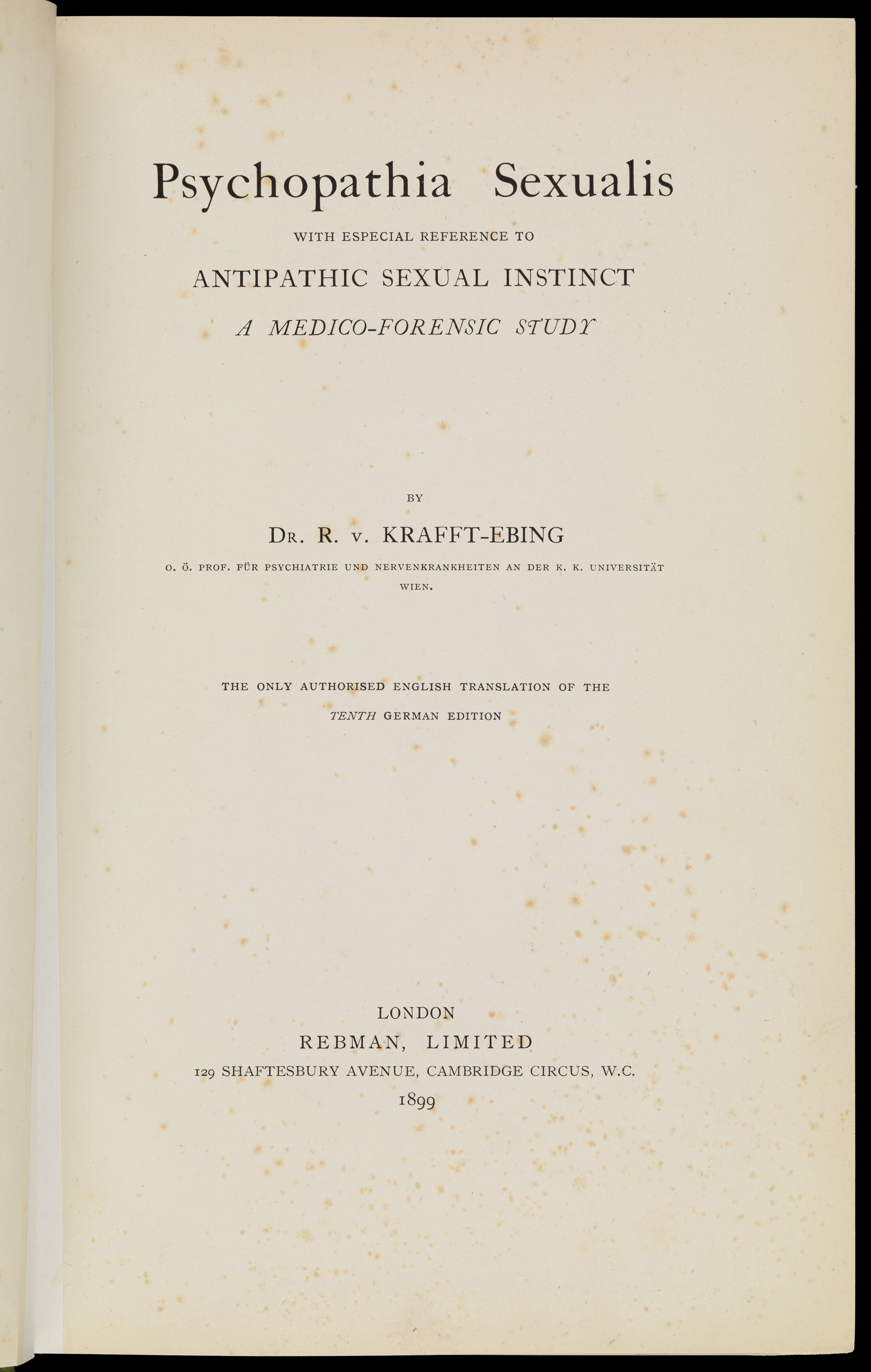
Trang bìa của cuốn Psychopathia Sexualis tái bản lần thứ 10 (1899, bản dịch)

Từ pedophilia có nguồn gốc từ tiếng Hy Lạp παῖς, παιδός (paîs, paidós), có nghĩa là "trẻ em" và φιλία (philía) nghĩa là "tình yêu" hoặc "tình bạn". Thuật ngữ paedophilie (trong tiếng Đức) bắt đầu được sử dụng vào những năm 1830 bởi những nhà nghiên cứu đồng tính luyến ái trong Hy Lạp cổ đại. Từ này sau đó được sử dụng trong lĩnh vực pháp y sau những năm 1890, tiếp theo đó Richard von Krafft-Ebing sử dụng thuật ngữ paedophilia erotica trong cuốn sách Psychopathia Sexualis xuất bản năm 1896. Krafft-Ebing là nhà nghiên cứu đầu tiên sử dụng thuật ngữ ái nhi để chỉ một kiểu hấp dẫn tình dục đối với trẻ em chưa đến tuổi dậy thì, ngoại trừ trẻ tuổi tween trong độ tuổi dậy thì. Vào năm 1895, từ tiếng Anh pedophily được sử dụng làm bản dịch của pädophilie trong tiếng Đức.
Thuật ngữ ái nhi hầu như không được sử dụng vào năm 1945 nhưng sau đó bắt đầu xuất hiện trong các hồ sơ bệnh án sau năm 1950. Vào thập niên 1950 và xuyên suốt thập niên 1980, từ ái nhi được sử dụng ngày càng nhiều bởi các phương tiện truyền thông.
Infantophilia (hay nepiophilia) là thể loại con của ái nhi, được sử đụng để chỉ ham muốn tình dục đối với trẻ dưới 5 tuổi (đặc biệt là trẻ sơ sinh và trẻ đang tập đi). Điều này đôi khi còn được gọi là nepiophilia (từ tiếng Hy Lạp νήπιος (népios) có nghĩa là "trẻ sơ sinh" hay "trẻ em", bắt nguồn từ ne- và epos, nghĩa là "không nói"), mặc dù thuật ngữ này hiếm khi nào được sử dụng trong các tài liệu học thuật. Hebephilia được định nghĩa là những cá nhân có sở thích tình dục chính hoặc duy nhất đối với trẻ vị thành niên từ 11 đến 14 tuổi. DSM-5 không liệt kê hebephilia vào các bệnh chẩn đoán. Mặc dù các bằng chứng cho thấy hebephilia tách biệt với ái nhi, ICD-10 định nghĩa ái nhi có bao gồm tuổi dật thì sớm (một khía cạnh của hebephilia), bao gồm sự chồng chéo về phát triển thể chất giữa hai bệnh philia này. Ngoài hebephilia, một số bác sĩ lâm sàng đề xuất các loại bệnh khác có thể phân biệt một phần hoặc hoàn toàn với ái nhi; bao gồm pedohebephilia (sự kết hợp của ái nhi giữa hebephilia) và ephebophilia (mặc dù ephebophilia không được coi là một bệnh lý).